# Heodes heracleana
Heodes heracleana är en fjärilsart som beskrevs av Blachier 1908. Heodes heracleana ingår i släktet Heodes och familjen juvelvingar. Inga underarter finns listade i Catalogue of Life.